# Dasylophia guarana
Dasylophia guarana är en fjärilsart som beskrevs av William Schaus 1892. Dasylophia guarana ingår i släktet Dasylophia och familjen tandspinnare. Inga underarter finns listade i Catalogue of Life.